# Comuna Mala Dobron, Ujhorod
Mala Dobron (în ucraineană Мала Добронь) este o comună în raionul Ujhorod, regiunea Transcarpatia, Ucraina, formată din satele Demeci, Mala Dobron (reședința) și Tîsaahtelek.

## Demografie
Componența lingvistică a comunei Mala Dobron
     Maghiară (87,48%)
     Ucraineană (12,15%)
     Alte limbi (0,23%)
Conform recensământului din 2001, majoritatea populației comunei Mala Dobron era vorbitoare de maghiară (87,48%), existând în minoritate și vorbitori de ucraineană (12,15%).